# ワニア・モンテイロ
ワニア・モンテイロ(Wania Monteiro、1986年8月9日 - )は、カーボベルデの出身の女子体操選手。サンティアゴ島のサンタ・カタリーナで生まれ、しばらくの間は首都であるプライアで暮らしていた。エレーナ・アトマチェワのもとで体操を始めたもののカーボベルデ国内には体操のための十分な施設が整っておらず、低い天井の荒廃したジムで練習していた。その後はより良い環境と勉強のためにアメリカに移住した。
2004年のアテネオリンピックではカーボベルデ初となる体操選手、またカーボベルデの歴代でも最も若い選手として新体操競技に出場した。また、開会式では選手団の旗手を務めた。2006年にはアフリカ体操選手権大会に出場し、金メダルを1枚、銅メダルを3枚獲得している。2008年には2度目となるオリンピックの北京オリンピックに出場し、新体操競技に出場したほか再び開会式で選手団の旗手を務めている。